# Stereonephthya divergens
Stereonephthya divergens is een zachte koraalsoort uit de familie van de Alcyoniidae. De koraalsoort komt uit het geslacht Stereonephthya. Stereonephthya divergens werd in 1931 voor het eerst wetenschappelijk beschreven door Thomson & Dean. 